# Margaret Lu
Margaret Lu (Manila, 21 marzo 1994) è una schermitrice statunitense, specializzata nel fioretto.

## Palmarès
- Mondiali

Lipsia 2017: argento nel fioretto a squadre;
Wuxi 2018: oro nel fioretto a squadre.
- Campionati panamericani di scherma:

Cartagena 2013: oro nel fioretto a squadre e bronzo nel fioretto individuale;
San José 2014: oro nel fioretto a squadre;
Montreal 2017: oro nel fioretto a squadre e argento nel fioretto individuale;
L'Havana 2018: oro nel fioretto a squadre.